# Horses
Horses is een muziekalbum van Patti Smith, oorspronkelijk uitgebracht in 1975.

## Tracks
- Gloria
- Redondo Beach
- Birdland
- Free Money
- Kimberly
- Break it up
- Land: Horses/Land Of A Thousand Dances La Mer (De)
- Elegie